# Lý Thiện
Lý Thiện (Hán tự: 李善), tự Thứ Tôn (次孫), là một nhân vật người Trung Quốc trong lịch sử Việt Nam giai đoạn phiên thuộc phuơng Bắc lần thứ hai, sống vào thời Đông Hán, giữ tước vị thái tử xá nhân và là người cai trị một phần Việt Nam (Huyện Nhật Nam, Bắc thuộc Giao Chỉ) vào cuối thế kỷ thứ nhất, thời vua Hán Minh Đế.

## Sinh thời
Lý Thiện nguyên quán huyện Dục Duơng, quận Nam Duơng (nay là phía nam thành phố Nam Dương, tỉnh Hà Nam, Trung Quốc), vốn làm nô bộc trong phủ Lý Nguyên (李元), một quý tộc địa phương huyện Dục Duơng, quận Nam Duơng. Thời Kiến Vũ, đời vua Hán Quang Vũ Đế, có dịch bệnh hoành hành nhiều nơi, gia đình Lý Nguyên lần lượt mất đi vì bệnh, chỉ còn sót lại một đứa trẻ vừa được vài ngày tuổi, đám gia đinh cùng nhau bàn bạc giết chết đứa trẻ và phân chia tài sản cho nhau. Trước tình cảnh đó, ông bỏ trốn cùng đứa bé và quay lại sau khi Lý Tục được 10 tuổi. Ông tố cáo tội trạng của đám người hầu năm xưa và đòi lại địa vị cho Lý Tục. Hán Quang Vũ Đế nghe tin liền phong cho cả hai chức quan thái tử xá nhân.
Thời vua Hán Minh Đế, Lý Thiện nhậm chức Thái thú Nhật Nam, nổi tiếng cai trị bằng lòng nhân ái và cảm hóa được người dân địa phuơng. Về sau gia phong Thái thú quận Cửu Giang, nhưng không may qua đời trong quá trình thụ chức.